# Mohammadia (Mascara)
Mohammadia è un comune dell'Algeria, situato nella provincia di Mascara.